# Дренов Грич
Дренов Грич (словен. Drenov Grič) — поселення в общині Врхника, Осреднєсловенський регіон, Словенія. 
Висота над рівнем моря: 291,3 м.